# Référé
Ne doit pas être confondu avec Injonction interlocutoire.
Le référé est une procédure contradictoire permettant de demander à une juridiction qu'elle ordonne des mesures provisoires mais rapides tendant à préserver les droits du demandeur. Un référé est très souvent introduit dans l'attente d'un jugement définitif sur le fond. Ceci étant, elle peut, dans les faits, conduire à régler définitivement le litige, lorsque les parties, après la procédure de référé, décident de ne pas poursuivre au fond.

## Application
Les juridictions civiles proposent en principe des référés. Dans les pays où il existe une juridiction administrative, un référé administratif est également possible.
En droit français, la procédure de référé, dans un cadre contradictoire où le défendeur est appelé à l'audience, s'oppose à la procédure sur requête où le juge donne une autorisation au demandeur de faire un acte sans que le défendeur en ait connaissance (exemple : saisie de coffre-fort).